# Gigi la trottola
Gigi la trottola (ダッシュ勝平?, Dasshu Kappei) è un manga spokon scritto e disegnato da Noboru Rokuda del 1980. L'anno successivo ne venne tratta una serie televisiva anime.

## Trama
Il protagonista della storia è Kappei Sakamoto (in Italia Gigi), un ragazzo dotato di grandi capacità verso qualunque tipo di sport, simpatico, dolce e generoso, ma ha l'unico "difetto" di non raggiungere neanche il metro d'altezza. Kappei non ne fa un problema, anzi ne approfitta per vedere sotto le gonne delle studentesse poiché, oltre allo sport, la sua passione sono le mutandine bianche. Anche se eccelle in ogni tipo di sport, non gli va di iscriversi a nessun circolo sportivo, ma, per le regole della scuola, è costretto a scegliere una disciplina.
Sceglierà il circolo che sembra essere meno adatto a lui, quello della pallacanestro. Oltre ai componenti della squadra, qui incontrerà Akane (in Italia Anna), ragazza gentile e sensibile, che farà breccia nel suo cuore. I tentativi di Kappei di conquistare Akane vengono però sempre intralciati da uno spasimante insolito, il cane della ragazza, Seiichirō (in Italia Salomone), che risulta essere parlante  ma solamente alle orecchie di Kappei e della sua padrona Akane.
Con l'avanzare del tempo, Kappei si lancia una sfida: decide di sfidare tutti i circoli sportivi e batterli.

## Personaggi

Kappei nella sigla d'apertura

I nomi si riferiscono alla versione italiana del manga, identici a quelli della versione originale, mentre tra parentesi sono indicati i nomi usati nell'adattamento italiano dell'anime.
- Kappei Sakamoto (坂本勝平?, Sakamoto Kappei) (Gigi Sullivan): il protagonista della storia. Un ragazzo di 15 anni che frequenta il primo anno del liceo Seirin. Ha i capelli neri e gli occhi castani ed è incredibilmente basso, ma eccelle in ogni tipo di sport, e infatti si considera "il numero uno della scuola". Gli piace essere al centro dell'attenzione, soprattutto quando è ammirato dalle ragazze. La sua passione sono le mutandine bianche, per lui "simbolo di purezza". A causa del suo comportamento indisciplinato e da pervertito, viene immancabilmente picchiato e rimproverato, anche dai professori. Si innamora di Akane e vorrebbe sposarla. Doppiato da Mayumi Tanaka (originale), Stefano Onofri (italiano).
- Kaoru Tachibana (立花かおる?, Tachibana Kaoru) (Thomas): Thomas è il capitano della squadra di basket. Come chiunque altro, è convinto che Kappei per la sua statura non potrà mai giocare bene, ma le sue convinzioni vengono distrutte vedendo Kappei in una dimostrazione. Come Gloria, anche lui ha la fissa di cercare la ragazza giusta per lui. Doppiato da Kazuhiko Inoue (originale), Marco Joannucci (italiano).
- Kyōshirō Nemuri (狂四郎?, Kyōshirō) (Adamo): più comunemente chiamato il "bell'Adamo". È un componente della squadra di basket, è la classica figura del principe azzurro, alto, capelli biondi e occhi azzurri. Ha molto successo con le ragazze, ma non se ne vanta. È innamorato segretamente dell'allenatrice Gloria. Doppiato da Stefano Carraro (italiano)
- Piccolo John: Titolare della squadra, "piccolo" è solo un soprannome, infatti è un colosso.
- Kaori Natsu (夏 かおり?, Natsu Kaori) (Gloria): L'allenatrice della squadra. Sebbene cerchi di essere una ragazza a modo, perde facilmente la pazienza (soprattutto con Kappei). È nota per le sue esilaranti espressioni facciali durante le sue sfuriate. Doppiata da Chika Ishihara (originale), Michela Pavia (italiano).
- Akane Aki (秋 あかね?, Aki Akane) (Anna): ragazza bella, gentile e sensibile. Fa da aiutante all'allenatore della squadra di basket dove si iscrive Kappei. È l'unica che fin dall'inizio crede nelle capacità di Kappei. Anche se non se ne rende conto, è la ragazza più corteggiata della scuola. Anche lei prova qualcosa per il "piccolo" Kappei. Doppiata da Mizuko Tsushima (originale), Francesca Rossiello (italiano).
- Seiichiro (诚一郎?, Seiichiro) (Salomone): è il cane di Akane/Anna, nonché suo segreto spasimante. È un cane bizzarro, pieno di iniziative per farsi vedere dalla sua adorata padroncina; indossa un paio di mutandoni a righe e solitamente cammina eretto come un umano, mentre più raramente sta in posizione orizzontale sulle quattro zampe. Alle orecchie di Kappei e Akane risulta essere parlante il linguaggio umano. È anche protagonista di simpatici siparietti nei quali spiega alcuni fondamentali del basket e altri sport. Nonostante lui e Kappei litighino in continuazione per l'amore di Akane (momenti in cui Salomone perde perché, come Gigi gli ricorda, lui è un cane mentre Akane è un essere umano), Seiichiro sa essere il migliore amico del protagonista. Doppiato da Tooru Oohira (originale), Renato Montanari (italiano).
- Daiba (Alan): Alan fa parte di un'altra squadra di basket. È un vero colosso, alto quasi 3 metri e robusto come un armadio a due ante. Un tempo stava con Akane, ma questa lo ha lasciato per il carattere troppo violento di lui. Adesso vuole vendicarsi di Kappei e riconquistare la fiducia di Akane. Doppiato da Akira Murayama (originale).
- Dick: Dick è un ragazzo sfortunato. Fa parte del circolo di ping pong, ma, per la sua costituzione minuta, non viene considerato come membro della squadra e viene messo sempre in disparte ad allenarsi con "l'aria", infatti l'unica cosa che fa è sventolare come un ventaglio la racchetta da ping pong. Fa amicizia con Kappei e lo aiuta nelle sue sfide contro i circoli sportivi.
- Tomato: Chiamato così per la forma della sua testa, che ricorda quella di un pomodoro maturo, Tomato è un po' la controparte di Kappei: simile a lui nell'aspetto fisico, anche lui è attratto dalle ragazze e dalle loro mutandine, se non fosse per la differenza del colore preferito. Infatti se per Kappei le mutandine bianche erano il massimo, per Tomato sono le mutandine rosa. Tomato è il figlio del preside del liceo Seirin, il che fa di lui un tipo quasi intoccabile, e ogni desiderio è come se fosse un ordine per tutti. L'ultimo capriccio del ragazzino è giocare da titolare nella squadra di basket benché non conosca neppure una delle regole di questo sport. Questo fa andare Kappei su tutte le furie, anche perché Tomato tenta di prendere il suo posto nel cuore di Akane, fino a quando la ragazza non gli spiega il vero motivo dell'entrata di Tomato in squadra: il ragazzo è affetto da una malformazione cardiaca e dev'essere operato in Canada. L'operazione che deve sostenere è molto rischiosa e Tomato può addirittura morire. Ma Kappei non ci crede e la sua antipatia per Tomato cresce sempre di più. Alla fine, con i loro litigi, riusciranno a far vincere il liceo Seirin e a far sì che Tomato si porti un bel ricordo di quell'esperienza.

## Manga
Il manga Dash Kappei è composto di 158 capitoli ed è stato pubblicato in Giappone dalla Shogakukan sulla rivista Weekly Shōnen Sunday ed in 17 volumi, e in Italia dalla Star Comics (nella testata Mitico) in 25 volumi.

### Elenco dei capitoli
| Nº | Titolo italiano | Data di prima pubblicazione | Data di prima pubblicazione |
| Nº | Titolo italiano | Giapponese                  | Italiano                    |
| 1  | Genio idiota | ?                           | maggio 2000                 |
| 1  | Capitoli - 1. Arriva Kappei! - 2. Il mago del palleggio - 3. Cinque contro uno - 4. Kappei va a canestro |                             |                             |
| 2  | Il segno della vittoria | ?                           | giugno 2000                 |
| 2  | Capitoli - 5. Il segno della vittoria - 6. Attenzione alle palle! - 7. Un difetto incorreggibile - 8. Un bacio per la vittoria - 9. Gioco d'astuzia - 10. Kappei capo degli ultrà                                                  |                             |                             |
| 3  | Sangue, sudore e lacrime | ?                           | luglio 2000                 |
| 3  | Capitoli - 11. Eroico Kappei! - 12. Sangue, sudore e lacrime - 13. Extralarge - 14. Sete di vendetta - 15. Questioni di misure - 16. Non fate piangere Akane                                                                       |                             |                             |
| 4  | Il dubbio di Akane | ?                           | agosto 2000                 |
| 4  | Capitoli - 17. Dedicato ad Akane - 18. La sconfitta di Tokyo - 19. Abbaia, ma non morde - 20. Un sudato pareggio - 21. Il dubbio di Akane - 22. Tempi supplementari                                                                |                             |                             |
| 5  | Nella fossa dei leoni | ?                           | settembre 2000              |
| 5  | Capitoli - 23. Il tormento di Kappei - 24. Una palestra spaziale - 25. Un allenamento coi sacchi - 26. Cerimonia d'apertura - 27. Nella fossa dei leoni - 28. Candido tifo                                                         |                             |                             |
| 6  | Il colpo del gatto | ?                           | ottobre 2000                |
| 6  | Capitoli - 29. Il colpo del gatto - 30. Chi ha paura del terremoto? - 31. Sudore diabolico - 32. Occhio per occhio - 33. Nero come la pece - 34. Il solito raccomandato                                                            |                             |                             |
| 7  | Lui gioca da solo | ?                           | novembre 2000               |
| 7  | Capitoli - 35. Lui gioca da solo - 36. Un disastroso primo tempo - 37. La rovina della squadra - 38. La parabola dell'amore e dell'odio - 39. Caccole per la vittoria - 40. L'avvertimento                                         |                             |                             |
| 8  | Lo spirito vendicativo | ?                           | dicembre 2000               |
| 8  | Capitoli - 41. Grazie, Akane! - 42. Tu non mi fai paura - 43. Il mistero del Riten - 44. Lo spirito vendicativo - 45. Kappei resiste - 46. Una nuova arte segreta                                                                  |                             |                             |
| 9  | Palloni e mutandine | ?                           | gennaio 2001                |
| 9  | Capitoli - 47. Arriva Meg - 48. Un brutto equivoco - 49. Palloni e mutandine - 50. Il momento della verità - 51. Mille mani contro mille teste - 52. Psichedelico Kappei - 53. Daiba prepara la vendetta                           |                             |                             |
| 10 | La fine di un mito | ?                           | febbraio 2001               |
| 10 | Capitoli - 54. Molto meglio il tennis - 55. Inquadrate me! - 56. Chi mai mi sposerà? - 57. Disastro in diretta - 58. La fine di un mito - 59. Ratto di squadra                                                                     |                             |                             |
| 11 | Nelle viscere del diavolo | ?                           | marzo 2001                  |
| 11 | Capitoli - 60. Nelle viscere del diavolo - 61. Lacrime per un'allenatrice - 62. La crocifissione - 63. Qualcosa bisogna fare! - 64. Magnetismo maschile - 65. L'incantesimo del Bacio Bacioso                                      |                             |                             |
| 12 | Moscacieca | ?                           | aprile 2001                 |
| 12 | Capitoli - 66. Io, il verme! - 67. Tachibana l'ingenuo - 68. Dash Seiichiro - 69. Il piccolo fiammiferaio - 70. Mosca cieca - 71. Il giocatore Seiichiro                                                                           |                             |                             |
| 13 | Lo sguardo di mio nonno | ?                           | maggio 2001                 |
| 13 | Capitoli - 72. Seiichiro se la tenta - 73. Io sono un albero! - 74. Un grande barbecue - 75. La tecnica più devastante! - 76. Wa Wa Wau - 77. Lo sgardo di mio nonno                                                               |                             |                             |
| 14 | Con la vittoria in tasca | ?                           | giugno 2001                 |
| 14 | Capitoli - 78. Una semifinale da vincere - 79. Dodici anni di rancore - 80. Una tecnica segreta, please! - 81. Tiro a scomparsa totale - 82. Kappei nell'alto dei cieli - 83. Con la vittoria in tasca                             |                             |                             |
| 15 | Dedicato ad Akane | ?                           | luglio 2001                 |
| 15 | Capitoli - 84. Mutandine mutandine mutandine! - 85. I poteri della mente - 86. Kappei, supergenio scemo - 87. Dedicato ad Akane - 88. Un rivale tutto nuovo - 89. E a questo punto ti sfido!                                       |                             |                             |
| 16 | L'interminabile rissa | ?                           | agosto 2001                 |
| 16 | Capitoli - 90. Kappei contro Serika - 91. Kappei il profano - 92. La furia del gorillapotamo - 93. L'interminabile rissa - 94. Ciao, Akane - 95. Un genio in ammollo                                                               |                             |                             |
| 17 | Sfida al circolo del ping pong | ?                           | settembre 2001              |
| 17 | Capitoli - 96. Come ha osato...?! - 97. In due ce la faremo! - 98. Sfida al circolo del ping pong - 99. Kappei, il campione eterno - 100. Facili knock out - 101. Qualcosa da ridire? - 102. Arrivano i quattro grandi             |                             |                             |
| 18 | Kappei contro Akane | ?                           | ottobre 2001                |
| 18 | Capitoli - 103. Ma tu chi ti credi di essere? - 104. La Schiacciata Formicolante! - 105. Kappei vs Akane - 106. Serika, la combattente dell'amore! - 107. Super Super Man - 108. Estasi elettrica - 109. Ping-pong-kung-fu!        |                             |                             |
| 19 | Bravo, Kappei! | ?                           | novembre 2001               |
| 19 | Capitoli - 110. L'orripilante storia del Gorillopotamo - 111. Chi se ne frega degli esami di recupero! - 112. L'ipnostudio - 113. Un eroe non si perde mai d'animo - 114. La media è sempre la media - 115. Bravo, Kappei!         |                             |                             |
| 20 | Io sono una signora! | ?                           | dicembre 2001               |
| 20 | Capitoli - 116. Un gruppo di gentiluomini - 117. Non darti arie! - 118. Dieci giorni a Izu - 119. La custode misteriosa - 120. Io sono una signora! - 121. Kuroki il serpente - 122. Benvenuti agli allenamenti speciali!          |                             |                             |
| 21 | La setta KKK | ?                           | gennaio 2002                |
| 21 | Capitoli - 123. L'ora del torneo - 124. Grande come due teste! - 125. Non è mica un gioco! - 126. Il Bigman dagli occhi chiusi - 127. Il sognatore dagli occhi aperti - 128. La setta KKK - 129. Il desiderio di Bigman            |                             |                             |
| 22 | Bacio bollente | ?                           | febbraio 2002               |
| 22 | Capitoli - 130. L'ardente combattente - 131. Il complotto KKK - 132. Non è possibile! - 133. Bacio bollente - 134. La mia Akane - 135. Ed eccone un altro! - 136. Il Grande Parco Giochi                                           |                             |                             |
| 23 | I leggendari eroi | ?                           | marzo 2002                  |
| 23 | Capitoli - 137. Che imbarazzo! - 138. Vai, Kappei! - 139. I leggendari eroi - 140. I cinque concorrenti - 141. Il grande ardore - 142. I ragazzi del Gorillopotamo - 143. Kappei tra rabbia e lacrime                              |                             |                             |
| 24 | L'ultima vittoria | ?                           | aprile 2002                 |
| 24 | Capitoli - 144. Il riposo dei guerrieri - 145. Dritto al canestro - 146. Le freccette di Kuroki - 147. Aspettando "F" - 148. Io non sono un verme! - 149. Quel ragazzo mette paura - 150. L'ultima vittoria - 151. Io sono Kappei! |                             |                             |
| 25 | Addio, amico mio! | ?                           | maggio 2002                 |
| 25 | Capitoli - 152. Big Wave - 153. Gli eroi dello spazio - 154. La folle corsa - 155. La Terra Misteriosa - 156. Il misterioso ladro gentiluomo - I - 157. Il misterioso ladro gentiluomo - II - 158. Addio, amico mio!               |                             |                             |

## Anime
In Italia la serie è stata distribuita dalla ITB e trasmessa in prima TV sul circuito Euro TV nel 1986; è rimasta in replica sulle televisioni locali sino ai primi anni 2010.

### Episodi
| Nº | Titolo italiano Giapponese 「Kanji」 - Rōmaji | In onda           | In onda |
| Nº | Titolo italiano Giapponese 「Kanji」 - Rōmaji | Giapponese        |         |
| 1  | La stella del basket 「純白ピカリ! バスケの星」 - junpaku pikari! basuke no hoshi | 4 ottobre 1981    |         |
| 1  | Al liceo Seirin arriva un nuovo alunno dal carattere molto irrequieto. Il suo nome è Gigi Sullivan. |                   |         |
| 2  | La signorina Anna 「秘技アカネシュートだ!」 - higi akaneshuto da! | 11 ottobre 1981   |         |
| 2  | Gigi conosce la signorina Anna, allenatrice del club di basket del liceo, e se ne innamora subito. |                   |         |
| 3  | Gigi e Salomone 「恋の火花? 犬対人間」 - koi no hibana? inu tainingen | 18 ottobre 1981   |         |
| 3  | Gigi fa conoscenza con il cane di Anna, Salomone, ma questo non si dimostrerà molto tenero con Gigi. |                   |         |
| 4  | Un sistema per vincere 「君にフラフラ球はユラユラ」 - kun ni furafura tama ha yurayura | 25 ottobre 1981   |         |
| 4  | Durante la partita di basket contro la Techno il liceo Seirin sta perdendo ma Gigi escogita subito un piano per vincere. |                   |         |
| 5  | Gigi sei il più forte 「勝平のスポーツ万能選手?」 - katsuhira no supotsu bannō senshu? | 1º novembre 1981  |         |
| 5  | Anna, già impegnata, riceve la visita di alcune sue amiche che la vorrebbero con loro ad alcune gare ma Anna rifiuta e così Gigi prende il suo posto anche con la complicità di Salomone. |                   |         |
| 6  | Giochi nell'aria 「恐怖の空中バスケ!」 - kyōfu no kūchū basuke! | 8 novembre 1981   |         |
| 6  | La squadra del liceo Seirin nota che la squadra Techno si allena a basket in aria con i deltaplani. |                   |         |
| 7  | Come conquistare il tuo amore 「誠一郎の恋愛必勝法」 - seiichirō no ren'ai hisshōhō | 15 novembre 1981  |         |
| 7  | Salomone, per dimostrare il suo amore verso Anna, ruba alcune lettere dalle cassette della scuola ad altre ragazze ma si dimentica di cambiare i nomi. |                   |         |
| 8  | La maratona 「悪夢の四角関係マラソン」 - akumu no shikaku kankei marason | 22 novembre 1981  |         |
| 8  | Anna fa conoscenza di Mark che entra subito in lite con Gigi per avere la mano della ragazza che si contenderanno in una maratona dove partecipa anche Salomone. |                   |         |
| 9  | Il segreto di Shelley 「おそるべきネイスミス学園」 - osorubeki neisumisu gakuen | 29 novembre 1981  |         |
| 9  | In una partita tra il liceo Seirin e quello di Neismith c'è un misterioso giocatore dal nome Sheiley che emette delle scie di sudore in grado di mettere i difficoltà i giocatori del Seirin. |                   |         |
| 10 | Il rivale 「ライバル藤堂くん出現!」 - raibaru tōdō kun shutsugen! | 6 dicembre 1981   |         |
| 10 | Il preside della scuola chiede all'allenatrice Gloria di inserire in squadra suo figlio Tomato gravemente malato ma entrerà in lite con Gigi durante una partita. |                   |         |
| 11 | Gli esami 「勝平ムリムリカンニング」 - katsuhira murimurikanningu | 13 dicembre 1981  |         |
| 11 | I membri della squadra di basket devono sostenere gli esami ma il loro rendimento scolastico è molto scarso. Gigi tenterà di aiutarli in ogni modo trascurando però i suoi esami. |                   |         |
| 12 | Il colpo micidiale di Alan 「大場の殺人シュート!」 - ooba no satsujin shuto! | 20 dicembre 1981  |         |
| 12 | Alan, offeso e deriso da Gigi, vuole vendicarsi inventando un nuovo colpo micidiale. |                   |         |
| 13 | La vecchia signora 「怪奇! バスケ 幽霊対勝平」 - kaiki! basuke yūrei tsui katsuhira | 27 dicembre 1981  |         |
| 13 | In una partita accadono cose molto strane. I giocatori avversari sembrano degli zombie e Gigi avverte una vecchia signora che gli dà dei consigli. La vecchia signora, ex giocatrice di basket, rimprovera l'allenatore della squadra avversaria, il quale è vestito in maniera simile a Dart Fener di Guerre stellari, dicendogli che fa gioco scorretto. |                   |         |
| 14 | Il super tiro 「千手観音シュートを破れ」 - senjukannon shuto wo yabure | 3 gennaio 1982    |         |
| 14 | È il momento della partita tra la squadra Goro e la squadra Techno capitanata da Alan. Il capitano della Goro rimane chiuso nel bagno involontariamente da Salomone facendogli perdere la partita e prendendosela con Gigi. |                   |         |
| 15 | La grande sfida 「超秘技! 全国ナマ中継」 - chō higi! zenkoku nama chūkei | 10 gennaio 1982   |         |
| 15 | Alan, accecato della rabbia, usa il suo tiro micidiale contro Gigi ma ben presto imparerà a sabotarlo. |                   |         |
| 16 | Il rapimento 「風満会長の華麗なる犯罪（17話の前編）」 - kaze man kaichō no karei naru hanzai (17 hanashi no zenpen) | 17 gennaio 1982   |         |
| 16 | La squadra di basket del Seirin viene rapita da John Gruhnfield, un uomo perfido che li sottopone a massacranti allenamenti. L'allenatrice Gloria vuole denunciarlo alla polizia ma viene fermata dal preside. |                   |         |
| 17 | La squadra femminile 「脅威のアマゾネス軍団（16話の後編）」 - kyōi no amazonesu gundan (16 hanashi no kōhen) | 24 gennaio 1982   |         |
| 17 | La squadra è riuscita a scappare dal castello ma vede una squadra femminile che entra nel castello. Incuriositi entrano anche loro e dovranno scontrarsi in una partita di basket contro la squadra femminile. |                   |         |
| 18 | Gigi la star 「映画初出演! 僕はスターだ」 - eiga shoshutsu en! bokuha suta da | 31 gennaio 1982   |         |
| 18 | Il regista Osawa arruola Gigi e Salomone per un suo film ma poi arruolerà anche tutta la squadra di basket. Il film però si rivela un grande flop. |                   |         |
| 19 | Dieta dimagrante 「勝平涙の減量特訓」 - katsuhira namida no genryō tokkun | 7 febbraio 1982   |         |
| 19 | Gigi, molle nei movimenti, viene costretto dall'allenatrice Gloria a dimagrire. Salomone combina uno dei suo scherzi appoggiando la zampa sulla bilancia quando Gigi si pesa. |                   |         |
| 20 | Lo scherzo 「熱血先生あらわる!」 - nekketsu sensei arawaru! | 14 febbraio 1982  |         |
| 20 | L'allenatrice Gloria, per qualche giorno, è costretta ad assentarsi e viene sostituita dal professor Arashi che mette subito in riga la squadra ma la squadra gli organizza uno scherzo che lo fa cadere in un forte stato di shock. |                   |         |
| 21 | La gara volante 「鳥人間・勝平空をとぶ」 - toriningen . katsuhira sora wotobu | 21 febbraio 1982  |         |
| 21 | Gigi legge su un giornale che un campione di gare volanti cerca uno sfidante. |                   |         |
| 22 | I nonni di Gigi 「登場! 勝平のおじいちゃん」 - tōjō! katsuhira noojiichan | 28 febbraio 1982  |         |
| 22 | L'allenatore di basket della squadra di Yokohama non è altro che il nonno di Gigi che in passato picchiava il nipote per farlo diventare un grande campione. |                   |         |
| 23 | I genitori di Gigi 「空前絶後! 選抜優勝大会」 - kūzenzetsugo! senbatsu yūshō taikai | 7 marzo 1982      |         |
| 23 | In Giappone arrivano i genitori di Gigi che non vedeva da tanti anni e vengono ospitati da Anna nella sua casa e organizzano una gran festa a base di carne. |                   |         |
| 24 | La vendetta di Salomone 「勝平はリモコン人形?」 - katsuhira ha rimokon ningyō? | 14 marzo 1982     |         |
| 24 | La squadra del Seirin, molto appesantita, non riesce a giocare come dovrebbe. Salomone architetta un nuovo piano telecomandando Gigi. |                   |         |
| 25 | Gigi è triste 「恐ろし! 勝平の過去」 - osoro shi! katsuhira no kako | 21 marzo 1982     |         |
| 25 | I genitori di Gigi vogliono che il loro figlio torni a casa con loro ma Gigi si oppone. |                   |         |
| 26 | Una partita importante 「不思議!? 秘技なしバスケ」 - fushigi!? higi nashi basuke | 28 marzo 1982     |         |
| 26 | Si gioca la semifinale del campionato nazionale e Gigi adopera la sua nuova tecnica. |                   |         |
| 27 | Un campionato magico 「超能力で決勝戦!」 - chōnōryoku de kesshōsen! | 4 aprile 1982     |         |
| 27 | Si gioca la finalissima del campionato nazionale. I giocatori avversari hanno dei poteri telepatici grazie ai quali riescono a leggere nelle menti della squadra del Seirin schiacciandoli. Victor, capitano della squadra avversaria, tenta di leggere nel pensiero di Gigi ma non trova altro che mutandine. |                   |         |
| 28 | Lezioni di ginnastica 「勝平の女子体操教室」 - katsuhira no joshitaisō kyōshitsu | 11 aprile 1982    |         |
| 28 | Maggie chiede a Gigi di diventare il loro allenatore della squadra femminile di ginnastica scatenando le ire di Jonathan, capitano della squadra maschile di ginnastica. |                   |         |
| 29 | Partita di golf 「勝平のウルトラ・ゴルフ」 - katsuhira no urutora . gorufu | 18 aprile 1982    |         |
| 29 | Gigi, Salomone e Anna portano le mazze da golf ad Aki, impegnato in una partita di golf con il presidente. |                   |         |
| 30 | Hockey su ghiaccio 「初体験! アイスホッケー」 - shotaiken! aisuhokke | 25 aprile 1982    |         |
| 30 | Il nonno di Anna, malato, non può più organizzare partite di hockey sul ghiaccio ma viene aiutato da Gigi. |                   |         |
| 31 | Febbre d'amore 「夏コーチ・ラブフィーバー」 - natsu kochi . rabufiba | 2 maggio 1982     |         |
| 31 | L'allenatrice Gloria riceve un mazzo di rose da un misterioso corteggiatore. |                   |         |
| 32 | Una favola per Gigi 「勝平童話! シンデレオ物語」 - katsuhira dōwa! shindereo monogatari | 9 maggio 1982     |         |
| 32 | Anna viene scritturata per un provino per il ruolo di Cenerentola. Gigi si addormenta e sogna di essere Cenerentolo. |                   |         |
| 33 | Il club di ping-pong 「天才か? 勝平卓球に進出」 - tensai ka? katsuhira takkyū ni shinshutsu | 16 maggio 1982    |         |
| 33 | I capitani di vari club di sport invitano Gigi a iscriversi ma lui vuole iscriversi al club di ping pong dove si batterà con Andrew. |                   |         |
| 34 | Susan contro Gigi 「筋肉美人・瀬里香対勝平!」 - kinniku bijin . se rika tsui katsuhira! | 23 maggio 1982    |         |
| 34 | Susan dice a Gigi di scusarsi con Andrew ma lui si rifiuta in maniera categorica |                   |         |
| 35 | Il rude Prescott 「対決! 勝平対カバゴリラ」 - taiketsu! katsuhira tsui kabagorira | 30 maggio 1982    |         |
| 35 | Gigi fa conoscenza del presidente del club di ping pong Prescott un uomo molto duro. |                   |         |
| 36 | Anna al club 「驚き! あかねの卓球部入部」 - odoroki! akaneno takkyū bu nyūbu | 6 giugno 1982     |         |
| 36 | Anna, all'insaputa di Gigi, si iscrive al club di ping pong. |                   |         |
| 37 | Gigi al contrattacco 「新卓球部で反撃だ!」 - shin takkyū bu de hangeki da! | 13 giugno 1982    |         |
| 37 | Gigi, in un momento di assenza degli altri, entra nel club dove trova Dick che si allena agitando la racchetta. Gigi e Dick organizzano una sorta di vendetta contro Prescott e Andrew ma quando vengono scoperti Dick viene espulso dal club. |                   |         |
| 38 | Gigi contro Prescott 「爆笑! 勝平のプロレス卓球」 - bakushō! katsuhira no puroresu takkyū | 20 giugno 1982    |         |
| 38 | Gigi costruisce un tavolo da ping pong dove allenarsi e invita Dick ad allenarsi con lui. Gigi sfida Prescott a un torneo di ping pong contro tutti i membri del club. |                   |         |
| 39 | I fratelli Adams 「秘技ジーンボール対四天王」 - higi jinboru tsui shitennō | 27 giugno 1982    |         |
| 39 | Gigi sfida i temibili fratelli Adams, assi del ping pong. |                   |         |
| 40 | La sfida di Anna 「熱戦! 勝平対あかね」 - nessen! katsuhira mukaa kane | 4 luglio 1982     |         |
| 40 | Gigi è costretto sfidare con Anna e quest'ultima in caso di vittoria accetterà la corte di Andrew ma alla fine vincerà Gigi. |                   |         |
| 41 | L'uomo elettrico 「神秘? 電気人間勝平」 - shinpi? denki ningen katsuhira | 11 luglio 1982    |         |
| 41 | È il momento della sfida tra Andrew e Gigi. Andrew riesce a sfoderare un tiro dove la pallina assume dell'elettricità statica che colpisce Gigi, ma quando questi gli rispedisce la pallina Andrew viene colpito da una forte scarica che lo mette ko. |                   |         |
| 42 | Il gorilla 「カバゴリラとの最終決戦!」 - kabagorira tono saishūkessen! | 18 luglio 1982    |         |
| 42 | Prescott, ormai con le spalle al muro, sfida Gigi mettendolo in serie difficoltà ma con un colpo di coda riesce a sconfiggerlo. |                   |         |
| 43 | Joe Crocker 「新登場! ジョー・コッカー」 - shintōjō! jo . kokka | 25 luglio 1982    |         |
| 43 | Gigi vince un viaggio in America per quattro persone e porta con sé Anna, Gloria, Thomas e Adamo. Arrivati in California fanno conoscenza di un misterioso uomo che si chiama Joe Crocker. |                   |         |
| 44 | L'antico tesoro 「コッカーの失われた秘宝」 - kokka no ushinawa reta hihō | 1º agosto 1982    |         |
| 44 | Joe Crocker arruola Gigi, Anna, Gloria, Thomas e Adamo in una caccia al tesoro che presto si rivelerà un fiasco in quanto il "tesoro" è solamente un misto di fagioli e soia. |                   |         |
| 45 | L'orso gigante 「大恐怖ビッグ・ヘアー」 - dai kyōfu biggu . hea | 8 agosto 1982     |         |
| 45 | Arrivati in Canada incontrano nuovamente Joe Crocker che li ospita in casa sua in quanto è pericoloso stare all'aperto a causa della presenza degli orsi: avranno a che fare veramente con un grosso orso. |                   |         |
| 46 | Avventura a New York 「ウエストサイド大バスケ」 - uesutosaido dai basuke | 15 agosto 1982    |         |
| 46 | Arrivati a New York incontrano per l'ennesima volta Joe Crocker che gli chiede di giocare una partita di basket tra Rocket Gang e Jets Gang per vincere il territorio del West Sire. Catturati dalla polizia vengono rimpatriati. |                   |         |
| 47 | Missione spaziale 「勝平のスペースオペラだ!」 - katsuhira no supesuopera da! | 22 agosto 1982    |         |
| 47 | Tornati in Giappone partecipano a una conferenza spaziale organizzata da Joe Crocker. |                   |         |
| 48 | Gigi torna a casa 「勝平阿蘇に帰る!」 - katsuhira aso ni kaeru! | 29 agosto 1982    |         |
| 48 | Gigi riceve un telegramma dai genitori che gli chiedono di tornare a casa e così parte insieme ad Anna. Dopo mille vicissitudini, dall'aereo dirottato ai falsi indiani, giungono a destinazione dove il padre di Gigi sfida il figlio in una gara di cavalli con una signorina e se perderà rimarrà con loro. |                   |         |
| 49 | Scuola di Sumo 「勝平相撲だ! ハッケヨイ」 - katsuhira sumō da! hakkeyoi | 5 settembre 1982  |         |
| 49 | Gigi guarda in tv una gara di lotta di sumo e quindi decide di iscriversi alla scuola di sumo ma viene rifiutato a causa della sua bassa statura. |                   |         |
| 50 | Esame di recupero 「フェンシングおしかけ入部」 - fenshingu oshikake nyūbu | 12 settembre 1982 |         |
| 50 | Gigi deve eseguire un esame di recupero ma il suo rendimento è molto scarso. Dick lo ipnotizza facendogli memorizzare tutti i libri ma il risultato sarà un flop. |                   |         |
| 51 | Club di scherma 「出た新秘技! 洗たくバサミ」 - deta shin higi! arata ku basami | 19 settembre 1982 |         |
| 51 | A causa del pessimo risultato dell'esame di recupero il presidente del club di scherma non accetta Gigi nella sua scuola. |                   |         |
| 52 | Allenamenti segreti 「勝平ばあちゃん大特訓!」 - katsuhira baachan dai tokkun! | 26 settembre 1982 |         |
| 52 | Gigi travestito da una vecchia signora si intrufola nel club di scherma e ruba delle spade per vendicarsi contro i membri del club. |                   |         |
| 53 | Carlos il rivale 「勝平式特訓場大公開!」 - katsuhira shiki tokkun ba daikōkai! | 3 ottobre 1982    |         |
| 53 | Carlos sospetta che la vecchia signora sia Gigi e cerca in ogni modo di scoprirlo. |                   |         |
| 54 | Chi vincerà? 「チェス式階級決定戦だ!」 - chiesu shiki kaikyū ketteisen da! | 10 ottobre 1982   |         |
| 54 | Gigi si scontra con vari membri del club ma sarà lui ad avere la meglio su tutti. |                   |         |
| 55 | La fine di Carlos 「無敵! クニャクニャ剣法だ」 - muteki! kunyakunya tsurugi hō da | 17 ottobre 1982   |         |
| 55 | Carlos, acerrimo rivale di Gigi, perde con Lionel e deluso dalla sconfitta lascia il club ma prima decide di scontrarsi con Gigi. |                   |         |
| 56 | L'uomo lupo 「オオカミ男の挑戦!」 - ookami otoko no chōsen! | 24 ottobre 1982   |         |
| 56 | Al club della scherma arrivano i membri del KKK che hanno in serbo anche mosse per neutralizzare Gigi e una di queste è l'uomo lupo, un ragazzo vissuto sempre tra i lupo della foresta. |                   |         |
| 57 | Il terribile mago 「大幻術! あかね変身」 - dai maboroshi jutsu! akane henshin | 31 ottobre 1982   |         |
| 57 | Sconfitto l'uomo lupo i membri del KKK chiamano un mago che riuscirà a mettere in difficoltà Gigi in quanto trasforma Anna in una persona cattiva. |                   |         |
| 58 | Gigi contro il robot 「バカ強! 勝平打倒ロボ」 - baka kyō! katsuhira datō robo | 7 novembre 1982   |         |
| 58 | I membri del KKK sfoderano la loro ultima arma e cioè un robot spietato. Big Man, capitano della squadra di scherma, decide di aiutare Gigi ma alla fine sarà Gigi a distruggere il robot facendogli prendere una forte scarica elettrica. |                   |         |
| 59 | La scuola distrutta 「倒産! 青林高校大ピンチ」 - tōsan! seirin kōkō dai pinchi | 14 novembre 1982  |         |
| 59 | A causa di grossi debiti il preside è stato costretto a vendere la scuola che sarà trasformata in un parco giochi e intanto Gigi scopre che i membri del KKK non sono altro che la squadra di basket del Seirin. Il preside convince Gigi ad accettare di gareggiare alla gara dei superman per salvare la scuola. |                   |         |
| 60 | Lo squalo 「体力勝負だ! 超人レース」 - tairyokushōbu da! chōjin resu | 21 novembre 1982  |         |
| 60 | Gigi accetta di gareggiare alla gara dei superman che si svolge nel Pacifico e insieme a Tomato, Anna e Joe Crocker avranno a che fare con uno squalo. |                   |         |
| 61 | Gara dei superman 「決死! 一輪車大ジャンプ」 - kesshi! ichirin kuruma dai janpu | 28 novembre 1982  |         |
| 61 | La gara dei superman inizia con una corsa su un monociclo e Gigi, Tomato e Joe Crocker avranno molti problemi da affrontare |                   |         |
| 62 | Il supervincitore 「優勝ランナーはだれだ!」 - yūshō ranna hadareda! | 5 dicembre 1982   |         |
| 62 | Dopo mille peripezie e difficoltà Gigi, Tomato e Joe Crocker arrivano al traguardo ma sarà solo Gigi il vero supervincitore salvando così la scuola dal fallimento. |                   |         |
| 63 | Fino all'ultimo respiro 「死のデスマッチ・パニック」 - shino desumacchi . panikku | 12 dicembre 1982  |         |
| 63 | Un uomo, Eddie Mollentown, propone al preside della scuola che i suoi allievi partecipino alla gara "all'ultimo respiro". |                   |         |
| 64 | Gli innamorati 「さらば! 散りゆく勇者たち」 - saraba! chiri yuku yūsha tachi | 19 dicembre 1982  |         |
| 64 | Tutta la squadra è al bivio tra quale ragazza scegliere. Prescott invece è in pena d'amore per Marina, una sua ex ragazza mai dimenticata. Intanto si svolge la gara in cui usciranno indenni solo Dick e Gigi. |                   |         |
| 65 | Ultimo atto 「勝平の名は永久に不滅です」 - katsuhira no mei ha eikyū ni fumetsu desu | 26 dicembre 1982  |         |
| 65 | All'ultimo match si presentano solo Gigi e Dick e le cose di mettono male ma quando Dick, agitando una racchetta da ping pong, scatena un uragano per pochi secondi questo scatena in Gigi la scintilla e così agita una grossa racchetta da ping pong scatenando un fortissimo uragano per mettere k.o. la squadra avversaria. Gigi e Dick vincono ma la squadra viene squalificata da Eddie in quanto sono intervenuti anche Joe Crocker e Tomato non iscritti alla gara così il premio in denaro va svanito. Gigi decide di abbandonare la scuola e l'attività agonistica per sposare finalmente la sua Anna. |                   |         |

### Doppiaggio
L'edizione italiana è a cura della Play World Film e il doppiaggio è stato eseguito presso lo studio CRC nell'estate del 1986. La direzione del doppiaggio ed i dialoghi italiani sono di Giovanni Brusatori.
I nomi si riferiscono alla versione originale, con, tra parentesi, i nomi usati nell'adattamento italiano dell'anime.
| Personaggi                      | Voce originale      | Voce italiana |
| ------------------------------- | ------------------- | --- |
| Kappei Sakamoto (Gigi Sullivan) | Mayumi Tanaka       | Stefano Onofri |
| Akane (Anna)                    | Mizuho Tsushima     | Francesca Rossiello                                                                                               |
| Kaoru Tachibana (cap. Thomas)   | Kazuhiko Inoue      | Marco Joannucci Toni Orlandi (ep.36-38) Vittorio Battarra (ep.42) Giuliano Santi (ep.50)                          |
| Seiichiro (Salomone)            | Tōru Ōhira          | Renato Montanari                                                                                                  |
| Daiba (Alan)                    | Akira Murayama      | Giuliano Santi Vittorio Battarra (ep.4, 26, 63) Sergio Gibello (ep.56-58)                                         |
| Kaori Natsu (Gloria)            | Chika Sakamoto      | Michela Pavia |
| Padre di Akane                  | Shunsuke Shima      | Giorgio Del Bene Vittorio Battarra (ep.19, 29)                                                                    |
| Madre di Akane                  | Keiko Tomochika     | Francesca Rossiello Gabriella Andreini (ep.3-5)                                                                   |
| Ushiyama (Piccolo John)         | Daisuke Gōri        | Giorgio Del Bene Toni Orlandi (ep.11-13) Sergio Gibello (ep.50)                                                   |
| Shogo Shimada (Steven)          | Shigeru Chiba       | Vittorio Battarra Giorgio Del Bene (ep.14, 19, 30-32)                                                             |
| Kyoshiro Nemuri (Adamo)         | Kazuyuki Sogabe     | Vittorio Battarra Giorgio Del Bene (ep.11, 25, 29, 38, 42-50, 63) Toni Orlandi (ep.27) Stefano Carraro (ep.33-41) |
| Prof. Okazaki                   | Hiroshi Masuoka     | |
| Ishiyama (Grillo)               | Hideki Fukushi      | Giorgio Del Bene Vittorio Battarra (ep.33)                                                                        |
| Joe Cocker (Joe Crocker)        | Kenji Utsumi        | Giorgio Giuliano                                                                                                  |
| Serika (Susan)                  |                     | Beatrice Margiotti Michela Pavia (ep.37) Francesca Rossiello (ep.38, 50)                                          |
| Shingo Honda (Andrew)           |                     | Claudio Trionfi                                                                                                   |
| Okuyama (Dick)                  |                     | Michela Pavia |
| Atsuko (Helen)                  | Masashira Takashima | Michela Pavia |
| Kuroki (Carlos)                 |                     | Marco Joannucci                                                                                                   |

## Sigle

### Giapponesi
Apertura
- Mitai mono mitai, cantata da Kiki e composta da Ryo Kawakami.

Chiusura
- Seishun dash, cantata da Kiki e composta da Ryo Kawakami.

### Italiana
- Gigi la trottola, cantata dai Cavalieri del Re, composta e musicata da Riccardo Zara (utilizzata esclusivamente nelle trasmissioni sulle reti locali, mentre a partire dall'edizione Yamato sono state utilizzate le sigle originali).

## Nomi della serie nel mondo
- giapponese: ダッシュ勝平 (Dasshu Kappei?, Dash Kappei)
- italiano: Gigi la Trottola
- spagnolo: Chicho Terremoto
- russo: Решительный Каппэй
- coreano: 천방지축 덩크슛